# Caviano
Caviano är en ort vid sjön Lago Maggiore i kommunen Gambarogno i kantonen Ticino, Schweiz. 
Caviano var tidigare en egen kommun, men den 25 april 2010 bildades den nya kommunen Gambarogno genom en sammanslagning av Caviano och åtta andra kommuner. 
I den tidigare kommunen fanns byarna Caviano, Ranzo, Scaiano, Dirinella (med gränsstation mot Italien) och Monti di Caviano.